# Каргилл, Питер
Питер Каргилл (англ. Peter Cargill; 2 марта 1964, Сент-Энн, Ямайка — 15 апреля 2005, там же) — ямайский футболист, играл на позиции защитника. По завершении игровой карьеры — тренер.
Выступал, в частности, за клуб «Маккаби» (Нетания), а также национальную сборную Ямайки.

## Клубная карьера
Во взрослом футболе дебютировал в 1982 году выступлениями за команду клуба «Харбор Вью», в которой провёл два сезона.
Впоследствии с 1984 по 1987 год играл в составе команд клубов «Своллоуфилд» и «Портмор Юнайтед».
Своей игрой за последнюю команду привлек внимание представителей тренерского штаба клуба «Маккаби» (Нетания), к составу которого присоединился в 1988 году. Сыграл за команду из Нетании следующие шесть сезонов своей игровой карьеры. Большинство времени, проведенного в составе «Маккаби», был основным игроком защиты команды.
В течение 1994—1995 годов защищал цвета команды клуба «Хапоэль» (Петах-Тиква).
Завершил профессиональную игровую карьеру в клубе «Харбор Вью», в составе которого уже выступал ранее. Пришел в команду в 1996 году, защищал ее цвета до прекращения выступлений на профессиональном уровне в 1999 году.

## Выступления за сборную
В 1984 году дебютировал в официальных матчах в составе национальной сборной Ямайки. В течение карьеры в национальной команде, которая длилась 15 лет, провёл в форме главной команды страны 84 матча, забив три гола.
В составе сборной был участником розыгрыша Золотого кубка КОНКАКАФ 1998 года в США, чемпионата мира 1998 года во Франции.

## Карьера тренера
Начал тренерскую карьеру вскоре после завершения карьеры игрока в 2000 году, войдя в тренерский штаб сборной Ямайки.
Последним местом тренерской работы был клуб «Вотергауз», главным тренером команды которого Питер Каргилл был с 2004 года и до своей гибели.
Умер 15 апреля 2005 года на 42-м году жизни в округе Сент-Энн из-за травмы, полученной в дорожно-транспортном происшествии.